# 周青永
周青永（Chou Ching-Yung，Jeter Chou，1978年6月22日—），臺灣網頁設計師以及平面設計師，現任康泰納仕集團旗下Vogue、GQ台灣版設計總監，主導《Vogue》版面設計走向。曾策劃時尚雜誌Vogue封面鑄造成NFT拍賣、推動不同單位參與Web3藝術共創的項目。

## 作品經歷
畢業於新北市私立復興高級商工職業學校廣告設計科首屆電腦繪圖組、元智大學資訊傳播學系。元智大學傑出校友。
2021年周青永以發起人身份與專案統籌角色代表Vogue與聶永真合作，於台灣推出NFT封面Formosa Love專案，此NFT以30以太幣賣出，為目前康泰納仕集團內全球市場最高NFT拍賣紀錄。